# Zsumberk újvára
Zsumberk újvára (horvátul: Novi grad Žumberak) egy várrom Horvátországban, a Zsumberkhez tartozó Kupčina Žumberačka település határában.

## Fekvése
Zsumberk óvárától délkeletre 2,25 km-re, a délebbre fekvő Stupe településtől északkeletre 2,2 km-re egy észak-déli irányú, bozótos hegygerincen találhatók a csekély maradványok. A várhegy északi lábánál áll az 1645-ben épített Szent Miklós templom, amelynek közeléből egy ösvény vezet a várromhoz.

## Története
Zsumberk újvárát Sichelberg néven I. Ferdinánd építtette 1540-ben a Boszniából a törökök elől menekülők, összefoglaló nevükön uszkókok részére. Itt volt az Uszkók Kapitányság székhelye. A várat 1793-ban maguk az uszkókok gyújtották fel.

## A vár mai állapota
A régi fényképek tanúsága szerint a 20. század elején néhány fala még emeletmagasságban állt. A megmaradt romokat később a lakosság építkezéseihez hordták el. Mára felszíni fala nem maradt, csak a terepalakzatok emlékeztetnek arra, hogy itt valaha vár állt. 